# 試製自動小銃甲
試製自動小銃甲号（しせいじどうしょうじゅうこうごう）は、1930年代に大日本帝国で開発された自動小銃である。

## 概要
試製自動小銃甲号(以下甲号)は乙号、丙号と競争試作された自動小銃であり、大正9年7月に定められた陸軍技術本部兵器研究方針による歩兵兵器開発計画により、歩兵銃、機関銃、狙撃銃などと共に開発が決定されたが、十一年式軽機関銃の改修や航空機用機関銃などの開発が優先されたため、開発開始は昭和7年にまでずれ込んだ。
その後は開発が進められたものの、昭和13年に国家総動員法が施行され、三八式歩兵銃の緊急増産に追われる事になったため、自動小銃の生産は中止された。

## 開発
昭和7年、小倉工廠は民間三社と共に陸軍技術本部に指名され、自動小銃を競争試作することとなった。
この自動小銃開発において「甲号はピダーセン自動小銃のコピーだ。」と言われる事があるが、事実として陸軍では昭和5年より以前から参考兵器としてピダーセン自動小銃を購入して構造、機能を研究していたものの甲号は担当技術者が苦心の末に設計したものであり、外観上はピダーセン自動小銃との類似点も多く観られるが、内部構造は全く異なっており、その根拠としてピダーセン自動小銃の部品数が300に対し、甲号は僅か117点で構成されているということが挙げられる。
甲号は第三次試作品までの試験を通して、同時期に競合試作された機能は確実で故障が少ないものの命中率に難のある日本特殊鋼合資会社の試製自動小銃丙号とは対照的に、命中精度は良いものの焼付、後退不良などの故障が多発しており、これらの銃を用い行われた数々の研究成果を踏まえて、昭和11年に陸軍技術本部は最終的な改修項目を決定し、小倉工廠と日本特殊鋼合資会社へ共に長短各4挺の計16挺を発注し、引き続き測腔、測速、命中、多数弾発射試験などを行い実包2万発を消費し、妙高山において演習と戦闘実験を実施したのを最後に一通りの研究開発を終えた。